# Tič
Tič je priimek več znanih Slovencev:
- Danilo Tič (*1961), alpinist
- Gašper Tič (1973—2017), igralec in scenarist
- Nataša Tič Ralijan (*1965), igralka, komičarka
- Oliver Tič ("Oli Walker"), svetovni popotnik in pohodnik iz Slovenskih Konjic
- Srečko Tič (1914—2004), šolnik, gledališki režiser, scenograf in organizator